# Nelson Rockefeller
Nelson Aldrich Rockefeller (Bar Harbor, 8 de julho de 1908 — Nova Iorque, 26 de janeiro de 1979) foi um empresário, político e filantropo norte-americano que serviu como o 41.º Vice-presidente dos Estados Unidos de 1974 a 1977, durante a presidência de Gerald Ford. 
Líder da ala liberal do Partido Republicano, foi governador do seu estado natal de 1959 a 1973, onde lançou muitas obras de construção e projectos de modernização. Vindo de uma das famílias mais ricas do mundo, a Família Rockefeller, fracassou em todas as tentativas de ser nomeado candidato à presidência, mas foi nomeado como vice-presidente em 1974. Rockefeller recusou ser companheiro de chapa de Gerald Ford em 1976 e finalizou a carreira política quando terminou seu mandato de vice-presidente.
Rockefeller era politicamente moderado. Em seu tempo, os moderados do Partido Republicano foram chamados "Rockefeller Republicans". Como governador de Nova York, de 1959 a 1973, suas realizações incluem a expansão da Universidade do Estado de Nova Iorque , os esforços para proteger o meio ambiente, e a construção do Nelson A. Rockefeller Empire State Plaza, em Albany. Aumentou ainda as instalações e pessoal para atendimento médico, e criou o Conselho de Estado de Nova York para as artes, que atribui hoje mais de 2,700 bolsas a cada ano para todas as disciplinas artísticas em todo o estado.
Buscou a indicação presidencial pelo partido republicano em 1960, 1964 e 1968, e então atuou como vice-presidente de 1974 a 1977, sob o presidente Gerald R. Ford, que assumiu a presidência em agosto de 1974, após a renúncia de Richard Nixon. Como empresário, ele foi presidente do Rockefeller Center, Inc., e formou o International Basic Economy Corporation (IBEC), em 1947. Rockefeller reuniu uma coleção significativa de arte e promoveu o acesso público às artes. Atuou como administrador, tesoureiro e presidente do Museu de Arte Moderna (MoMA), e fundou o Museu de Arte Primitiva em 1954, sendo ambos duas relevantes instituições culturais da cidade de Nova Iorque. Na área da filantropia, ele estabeleceu a Associação Internacional Americana para o Desenvolvimento Econômico e Social (AIA) em 1946. Com os seus quatro irmãos, fundou a Rockefeller Brothers Fund, em 1940.